# Životno osiguranje
Životno osiguranje  je vrsta osiguranja koje jedna osoba kupuje od nekog osiguravajućeg društva u cilju ostvarivanja neke koristi prilikom nekog životnog događaja: prerana smrt, teških ozljeda, invaliditeta, itd. Kroz kupovanje police osiguranja osoba od osiguravajućeg društva kupuje kroz ugovor obećanje u kojem osiguravajuće društvo po ispunjenju njihovih zadanih uvjeta plaćanje određene svote novca (beneficije) prilikom neke od životnih događaja ako osoba koja se obvezala uzeti tu policu osiguranja plaća zadanu premiju na vrijeme. Visinu beneficije određuje osiguravajuće društvo za podjedine životne događaje. Premije se obično plaćaju: mjesečno, četvrtno, polugodišnje ili godišnje. Postoje dvije vrste životnog osiguranaja: zaštitni i investicijski. Investicijsko životno osiguravanje je jako pristuno u SAD-u koje na sebe privlači razne porezne olakšice, te osobi koja uplaćuje u to životno osiguravanje omogućava mogućnost kapitalnog rasta ako nastve s tom policom osiguravanja preko dužeg vremenskog tijeka. Zaštitno životno osiguranje je slično kao kod klasičnog osiguranja koji se smatra troškom, i po svojoj prirodi nije akumulacijski. 